# John Boles (schutter)
John Keith Boles (Fort Smith (Arkansas), 31 januari 1888 - San Antonio (Texas), 16 juli 1952) was een Amerikaans schutter.

## Carrière
Boles won tijdens de Olympische Zomerspelen van 1924 in het Franse Parijs de gouden medaille op het onderdeel Lopend hert, enkelschot met het team won hij op datzelfde onderdeel de bronzen medaille. Op de wereldkampioenschappen werd hij driemaal wereldkampioen met het Amerikaanse team en in 1931 tweemaal individueel.

## Resultaten

### Olympische Zomerspelen
| Jaar | Plaats | Resultaten |
| ---- | ------ | --- |
| 1924 | Parijs | Lopend hert, enkelschot · Lopend hert, enkelschot team · 7e Lopend hert, dubbelschot · 5e Lopend hert, dubbelschot team |

### Wereldkampioenschappen
| Jaar | Plaats     | Resultaten                                                                                      |
| ---- | ---------- | ----------------------------------------------------------------------------------------------- |
| 1922 | Milaan     | vrij geweer 300 m, drie houdingen team                                                          |
| 1923 | Camp Perry | vrij geweer 300 m, drie houdingen team · vrij geweer 300 m, liggend · vrij geweer 300 m, staand |
| 1924 | Reims      | vrij geweer 300 m, drie houdingen team                                                          |
| 1925 | St. Gallen | vrij geweer 300 m, drie houdingen team                                                          |
| 1931 | Lwów       | Lopend hert, enkelschot · Lopend hert, dubbelschot · vrij geweer 100m & 200 m, liggend          |